# Jefferson Monroe Levy

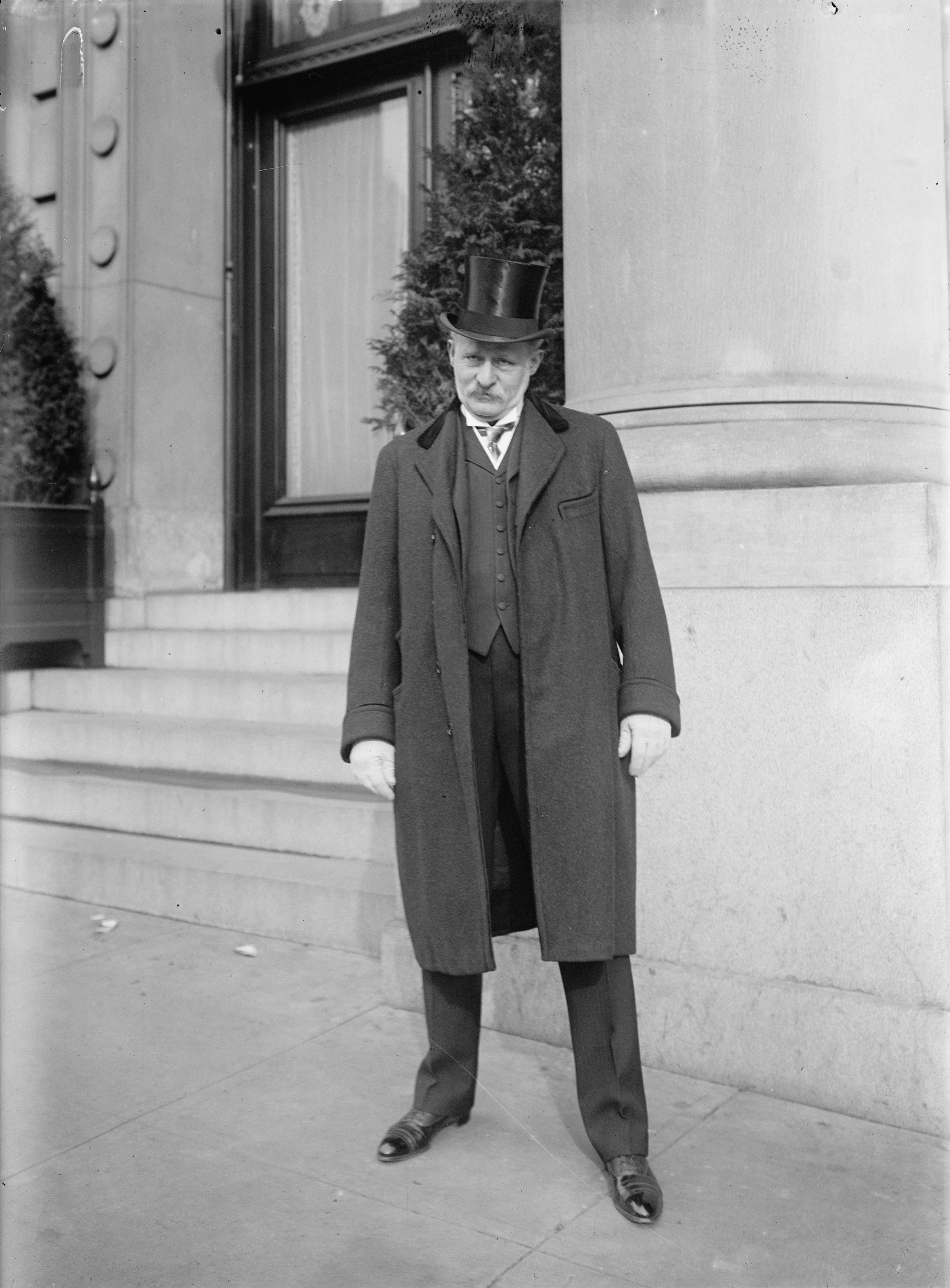
Jefferson Monroe Levy (1912)

Jefferson Monroe Levy (* 16. April 1852 in New York City; † 6. März 1924 ebenda) war ein US-amerikanischer Politiker. Zwischen 1899 und 1915 vertrat er zweimal den Bundesstaat New York im US-Repräsentantenhaus.

## Werdegang
Jefferson Levy besuchte sowohl öffentliche als auch private Schulen. Nach einem anschließenden Jurastudium an der Law School der New York University und seiner 1873 erfolgten Zulassung als Rechtsanwalt begann er in New York City in diesem Beruf zu arbeiten. Im Jahr 1879 übernahm er die Verwaltung von Monticello, dem ehemaligen Landgut des 1826 verstorbenen Präsidenten Thomas Jefferson. Dieser Besitz war 1834 von seinem Onkel Uriah P. Levy erworben worden und blieb bis 1923, mit Ausnahme der Zeit während des Bürgerkrieges, in der Hand der Familie Levy, ehe es dann von der Thomas Jefferson Foundation erworben wurde. Jefferson Levy investierte viel Geld zur Erhaltung dieses Anwesens. Politisch schloss er sich der Demokratischen Partei an.
Bei den Kongresswahlen des Jahres 1898 wurde Levy im 13. Wahlbezirk von New York in das US-Repräsentantenhaus in Washington, D.C. gewählt, wo er am 4. März 1899 die Nachfolge des Republikaners Richard C. Shannon antrat. Da er im Jahr 1900 auf eine weitere Kandidatur verzichtete, konnte er bis zum 3. März 1901 zunächst nur eine Legislaturperiode im Kongress absolvieren.
Nach dem vorläufigen Ende seiner Zeit im US-Repräsentantenhaus praktizierte Levy wieder als Anwalt. Außerdem war er in der Immobilienbranche und im Aktiengeschäft tätig. Bei den Wahlen des Jahres 1910 wurde er erneut im 13. Distrikt seines Staates in den Kongress gewählt, wo er am 4. März 1911 Herbert Parsons ablöste. Nach einer Wiederwahl im 14. Bezirk konnte er dort bis zum 3. März 1915 zwei weitere Legislaturperioden verbringen. Während seiner Zeit im Kongress wurden der 16. und der 17. Verfassungszusatz ratifiziert. Im Jahr 1914 verzichtete er auf eine weitere Kandidatur.
Nach seinem endgültigen Ausscheiden aus dem US-Repräsentantenhaus war Levy wieder als Rechtsanwalt tätig. Er starb am 6. März 1924 in New York City.